# Clinique de gynécologie
La clinique de gynécologie (en finnois : Naistenklinikka) est une clinique du HUS située à Meilahti à Helsinki en Finlande.

## Description
La clinique de gynécologie fait partie du centre hospitalier universitaire d'Helsinki et du HUS.
La clinique assure environ 6500 accouchements par an.
On y réalise une vingtaine d'opérations gynécologiques chaque jour.

## Situation géographique
Dans le même quartier se trouvent la tour hospitalière de Meilahti, l'hôpital d'Haartman, l'hôpital triangulaire de Meilahti, l'hôpital du parc, l'hôpital des yeux et des oreilles, la clinique d'oncologie, l'hôpital pour enfants et des bâtiments de la faculté de médecine de l'université d'Helsinki.